# Atentado de Mánchester de 2018
El atentado de Mánchester de 2018 fue un ataque con arma blanca ocurrido la noche del 31 de diciembre en una estación de metro de dicha ciudad. El ataque dejó como saldo tres heridos de gravedad.

## Ataque
Durante la víspera del año nuevo, en la estación de Mánchester Victoria de Manchester Metrolink, a las 20:52 GMT, un hombre se abalanzó contra los transeúntes armado con un cuchillo. Un oficial de policía intento detenerlo, resultando también gravemente herido. Finalmente los refuerzos policiales lograron reducir y capturar al atacante. La policía afirmó que el incidente está siendo tratado como una investigación de terrorismo, mientras que la primera ministra Theresa May describió el atentado como un "presunto ataque terrorista".

## Atacante
El agresor era un hombre de 25 años de origen somalí que llevaba viviendo en Inglaterra unos 10 años y residía en el vecindario Cheetham de Mánchester con sus padres y hermanos.
La policía del Gran Mánchester ha informado que debido a la naturaleza del ataque, sus oficiales estaban investigando el estado de salud mental del sospechoso. La BBC informó que un testigo alegó que durante el atentado el atacante gritó "Alá" y también un eslogan criticando a los gobiernos del mundo occidental. Según The Guardian, los testigos escucharon al atacante gritar "viva el califato [en referencia a Estado Islámico]" y "Allahu Akbar" después de ser arrestado.

## Víctimas
Además del oficial herido, se registró a una pareja de unos cincuenta años ambos, que acababa de llegar a la ciudad para celebrar el año nuevo, como víctimas del atacante.